# CONSUR Women’s Sevens 2023 (październik)
CONSUR Women’s Sevens 2023 – dwudzieste trzecie mistrzostwa strefy CONSUR w rugby 7 kobiet, oficjalne międzynarodowe zawody rugby 7 o randze mistrzostw kontynentu organizowane przez Sudamérica Rugby mające na celu wyłonienie najlepszej żeńskiej reprezentacji narodowej w tej dyscyplinie sportu w strefie CONSUR, które odbyły się w paragwajskiej stolicy Asunción w dniach 30 września – 1 października 2023 roku.
Do rozegranych na Estadio Héroes de Curupaytí rozgrywek przystąpiło siedem zespołów, które rywalizowały systemem kołowym w ramach jednej grupy. Dla czterech z nich był to etap przygotowań do turnieju rugby 7 na Igrzyskach Panamerykańskich 2023. Z kompletem zwycięstw zwyciężyły Argentynki, dla których był to pierwszy kontynentalny tytuł, była to jednocześnie pierwsza w historii południowoamerykańskich zmagań porażka Brazylijek.

## Faza grupowa
| 30 września 202311:30 | Brazylia | 43:7 | Urugwaj | Estadio Héroes de Curupaytí, Asunción |
| 30 września 202311:30 |          | 43:7 |         | Estadio Héroes de Curupaytí, Asunción |

| 30 września 202311:52 | Argentyna | 38:0 | Kolumbia | Estadio Héroes de Curupaytí, Asunción |
| 30 września 202311:52 |           | 38:0 |          | Estadio Héroes de Curupaytí, Asunción |

| 30 września 202312:14 | Chile | 10:0 | Peru | Estadio Héroes de Curupaytí, Asunción |
| 30 września 202312:14 |       | 10:0 |      | Estadio Héroes de Curupaytí, Asunción |

| 30 września 202316:00 | Brazylia | 31:0 | Kolumbia | Estadio Héroes de Curupaytí, Asunción |
| 30 września 202316:00 |          | 31:0 |          | Estadio Héroes de Curupaytí, Asunción |

| 30 września 202316:22 | Peru | 0:28 | Paragwaj | Estadio Héroes de Curupaytí, Asunción |
| 30 września 202316:22 |      | 0:28 |          | Estadio Héroes de Curupaytí, Asunción |

| 30 września 202316:44 | Chile | 36:0 | Urugwaj | Estadio Héroes de Curupaytí, Asunción |
| 30 września 202316:44 |       | 36:0 |         | Estadio Héroes de Curupaytí, Asunción |

| 30 września 202318:29 | Brazylia | 24:12 | Paragwaj | Estadio Héroes de Curupaytí, Asunción |
| 30 września 202318:29 |          | 24:12 |          | Estadio Héroes de Curupaytí, Asunción |

| 30 września 202318:51 | Argentyna | 41:0 | Urugwaj | Estadio Héroes de Curupaytí, Asunción |
| 30 września 202318:51 |           | 41:0 |         | Estadio Héroes de Curupaytí, Asunción |

| 30 września 202319:13 | Kolumbia | 17:12 | Chile | Estadio Héroes de Curupaytí, Asunción |
| 30 września 202319:13 |          | 17:12 |       | Estadio Héroes de Curupaytí, Asunción |

| 30 września 202320:58 | Urugwaj | 5:14 | Peru | Estadio Héroes de Curupaytí, Asunción |
| 30 września 202320:58 |         | 5:14 |      | Estadio Héroes de Curupaytí, Asunción |

| 30 września 202321:20 | Paragwaj | 0:27 | Argentyna | Estadio Héroes de Curupaytí, Asunción |
| 30 września 202321:20 |          | 0:27 |           | Estadio Héroes de Curupaytí, Asunción |

| 1 października 202309:00 | Brazylia | 24:5 | Peru | Estadio Héroes de Curupaytí, Asunción |
| 1 października 202309:00 |          | 24:5 |      | Estadio Héroes de Curupaytí, Asunción |

| 1 października 202309:22 | Urugwaj | 0:27 | Kolumbia | Estadio Héroes de Curupaytí, Asunción |
| 1 października 202309:22 |         | 0:27 |          | Estadio Héroes de Curupaytí, Asunción |

| 1 października 202309:44 | Argentyna | 25:7 | Chile | Estadio Héroes de Curupaytí, Asunción |
| 1 października 202309:44 |           | 25:7 |       | Estadio Héroes de Curupaytí, Asunción |

| 1 października 202311:29 | Kolumbia | 29:5 | Peru | Estadio Héroes de Curupaytí, Asunción |
| 1 października 202311:29 |          | 29:5 |      | Estadio Héroes de Curupaytí, Asunción |

| 1 października 202311:51 | Paragwaj | 12:14 | Chile | Estadio Héroes de Curupaytí, Asunción |
| 1 października 202311:51 |          | 12:14 |       | Estadio Héroes de Curupaytí, Asunción |

| 1 października 202317:00 | Brazylia | 22:12 | Chile | Estadio Héroes de Curupaytí, Asunción |
| 1 października 202317:00 |          | 22:12 |       | Estadio Héroes de Curupaytí, Asunción |

| 1 października 202317:22 | Argentyna | 50:0 | Peru | Estadio Héroes de Curupaytí, Asunción |
| 1 października 202317:22 |           | 50:0 |      | Estadio Héroes de Curupaytí, Asunción |

| 1 października 202317:44 | Urugwaj | 7:36 | Paragwaj | Estadio Héroes de Curupaytí, Asunción |
| 1 października 202317:44 |         | 7:36 |          | Estadio Héroes de Curupaytí, Asunción |

| 1 października 202319:29 | Brazylia | 12:20 | Argentyna | Estadio Héroes de Curupaytí, Asunción |
| 1 października 202319:29 |          | 12:20 |           | Estadio Héroes de Curupaytí, Asunción |

| 1 października 202319:51 | Paragwaj | 12:10 | Kolumbia | Estadio Héroes de Curupaytí, Asunción |
| 1 października 202319:51 |          | 12:10 |          | Estadio Héroes de Curupaytí, Asunción |